# Оноприенко, Сергей Иванович
Сергей Иванович Оноприенко — советский хозяйственный, государственный и политический деятель, Герой Социалистического Труда.

## Биография
Родился в 1913 году в селе Великая Березянка. Член КПСС.
С 1928 года — на хозяйственной, общественной и политической работе. В 1928—1976 гг. — крестьянин, колхозник, участник Великой Отечественной войны, агроном, заместитель председателя, председатель колхоза имени Ленина Таращанского района Киевской области.
Указом Президиума Верховного Совета СССР от 8 апреля 1971 года присвоено звание Героя Социалистического Труда с вручением ордена Ленина и золотой медали «Серп и Молот».
Делегат XXII съезда КПСС.
Умер в Ковшеватом после 1985 года.